# Un sogno chiamato Florida
Un sogno chiamato Florida (The Florida Project) è un film del 2017 diretto da Sean Baker.

## Trama
Moonee, una bambina di sei anni, vive con la giovane madre single Halley nel Magic Castle, un motel a Kissimmee (in Florida) vicino al Walt Disney World. Durante le vacanze estive trascorre il tempo giocando con i suoi amici Scooty e Dicky, a loro volta ospiti, praticando numerosi scherzi approfittando della mancata sorveglianza degli adulti; l'unico a tenerli d'occhio è Bobby, il manager del Magic Castle. Un giorno il trio fa una gara di sputi sull'auto di una cliente di Futureland, il motel accanto, e il padre di Dicky gli proibisce di giocare con gli amici per una settimana. Mentre puliscono l'auto, Moonee e Scooty fanno amicizia con Jancey, la nipote della proprietaria. Successivamente la famiglia di Dicky si trasferisce in New Orleans e suo padre regala con un pretesto i suoi giocattoli agli altri bambini.
Una notte al motel giunge una coppia di turisti brasiliani in luna di miele la cui destinazione è il Walt Disney World, ma che per un errore hanno prenotato al Magic Castle. Mentre assistono al litigio, Moonee dice a Scooty di saper riconoscere quando gli adulti stanno per piangere. Halley perde il suo lavoro come ballerina erotica e rimane senza denaro, nonostante cerchi di spiegare all'ufficio di sussidi di essere stata licenziata per aver rifiutato di avere rapporti sessuali con i clienti dello strip club. Non riuscendo a trovare un altro lavoro, Halley passa gran parte delle giornate in pigiama a mangiare cibo spazzatura e a fumare nella stanza del motel, facendo da baby-sitter a Scooty affinché sua madre Ashley, di cui è amica, in cambio le dia del cibo dalla tavola calda in cui lavora. Successivamente inizia a farsi accompagnare da Moonee per rivendere profumi ai turisti nei parcheggi degli hotel circostanti per racimolare qualche soldo.
Nonostante i rimproveri di Bobby, Halley è negligente nei confronti dei bambini, lasciandoli giocare senza controllo e dimostrandosi indifferente ai guai che causano. I loro danni diventano sempre più ingenti, ad esempio causando un blackout nell'edificio dopo essersi introdotti in una stanza vietata. Bobby cerca di assicurarsi che non creino ulteriori problemi, ma deve far fronte alla gestione del motel e al difficile rapporto con il figlio adulto; in un'occasione, aggredisce e scaccia un pedofilo dopo averlo sorpreso a parlare con i bambini nel parcheggio. Durante una delle loro scorribande in un complesso condominiale abbandonato, Moonee convince Scooty a dare fuoco a un cuscino e causano inavvertitamente un incendio che distrugge il complesso. Quando Ashley viene a saperlo, proibisce al figlio di frequentare Moonee e taglia i rapporti con Halley.
Avendo bisogno di soldi per il cibo e l'affitto, Halley comincia a prostituirsi nella camera del motel; ogni volta che intrattiene un cliente, chiude Moonee in bagno nella vasca con musica ad alto volume. Arriva a rubare dei costosi pass per Walt Disney World a un cliente al fine di rivenderli e, quando l'uomo lo scopre, torna indietro per riaverli. Bobby riesce a mandarlo via convincendolo a evitare scandali con la moglie e i figli, ma informa Halley che da quel momento gli ospiti dovranno registrarsi, minacciando di sfrattarla se continuerà a prostituirsi. Halley si avvicina nuovamente ad Ashley per scusarsi e chiederle del denaro, ma la donna rivela che Halley dovrebbe avere un sacco di soldi perché si sta prostitutendo e la minaccia nel caso scoprisse che Scooty ha assistito a una delle sue sedute. Halley perde il controllo e l'aggredisce a pugni davanti agli occhi del figlio e il giorno dopo riceve una visita degli assistenti sociali. Per dare una buona impressione, la donna pulisce la stanza e regala la droga alla donna delle pulizie, poi porta Moonee a mangiare in un hotel resort spacciandosi per clienti.
Al ritorno al motel, trovano ad attenderle i servizi sociali e la polizia in quanto dei filmati di videosorveglianza hanno smascherato la prostituzione di Halley. Moonee va a salutare Scooty e capisce che verrà portata a una nuova famiglia, quindi, sconvolta, fugge dagli assistenti sociali per andare a dire addio a Jancey. Accorgendosi della disperazione dell'amica, Jancey scappa con lei fino al Magic Kingdom di Walt Disney World, dove entrano nel castello.

## Produzione
Alcune scene sono state improvvisate: la scena della vendita dei profumi davanti a un hotel di lusso è stata girata con una tecnica di tipo candid camera, con una telecamera nascosta e Brooklynn Prince e Bria Vinaite a improvvisare la vendita munite di un auricolare. La scena finale è stata girata con un iPhone 6 al Magic Kingdom di Walt Disney World all'insaputa della direzione del parco.

## Promozione
Il primo trailer del film viene diffuso il 14 agosto 2017 sul canale YouTube della A24.

## Distribuzione
La pellicola è stata presentata al Festival di Cannes 2017 nella sezione Quinzaine des Réalisateurs il 22 maggio, ed è stata distribuita limitatamente nelle sale cinematografiche statunitensi a partire dal 6 ottobre 2017.
In Italia, il film è stato presentato come film di chiusura del 35º Torino Film Festival nell'ambito della sezione fuori concorso "Festa Mobile", e distribuito nelle sale cinematografiche dal 22 marzo 2018.

### Divieti
Negli Stati Uniti, la visione del film è stata vietata ai minori di 17 anni non accompagnati, per la presenza di "linguaggio non adatto, comportamenti inquietanti, riferimenti sessuali e uso di droghe".

## Accoglienza

### Critica
Il film ottiene il 96% delle recensioni professionali positive sul sito Rotten Tomatoes, con un voto medio di 8,8 su 10, mentre sul sito Metacritic ottiene un punteggio di 92 su 100, basato su 44 recensioni.
Il film è stato incluso nella classifica dei 25 migliori film dell'anno dalla rivista Sight and Sound, posizionandosi al nono posto; Owen Gleiberman di Variety posiziona il film al quarto posto dei più belli del 2017; il sito Rotten Tomatoes posiziona la pellicola al quattordicesimo posto dei migliori film dell'anno; la pellicola è stata inserita tra i migliori dieci film dell'anno dal Los Angeles Times, The New York Times, New York, IndieWire, The Hollywood Reporter, Empire, The Huffington Post e Time.

## Riconoscimenti
- 2018 - Premio Oscar[15]
  - Candidatura per il miglior attore non protagonista a Willem Dafoe
- 2018 - Golden Globe[16]
  - Candidatura per il miglior attore non protagonista a Willem Dafoe
- 2018 - British Academy Film Awards[17]
  - Candidatura per la miglior attore non protagonista a Willem Dafoe
- 2018 - Screen Actors Guild Award[18]
  - Candidatura per il miglior attore non protagonista a Willem Dafoe
- 2017 - Gotham Independent Film Awards[19]
  - Candidatura per il miglior film
  - Candidatura per il miglior attore a Willem Dafoe
  - Candidatura per il miglior attore emergente a Brooklynn Prince
- 2017 - British Independent Film Awards[20]
  - Candidatura per il miglior film indipendente internazionale
- 2017 - National Board of Review Awards[21]
  - Migliori dieci film dell'anno
  - Miglior attore non protagonista a Willem Dafoe
- 2017 - New York Film Critics Circle Awards[22]
  - Miglior regista a Sean Baker
  - Miglior attore non protagonista a Willem Dafoe
- 2017 - Washington D.C. Area Film Critics Association[23]
  - Miglior giovane interprete a Brooklynn Prince
- 2017 - Detroit Film Critics Society[23]
  - Miglior film
  - Miglior regista a Sean Baker
  - Miglior attore non protagonista a Willem Dafoe
- 2017 - San Diego Film Critics Society Awards[24]
  - Candidatura per il miglior attore non protagonista a Willem Dafoe
  - Candidatura per la miglior attrice non protagonista a Bria Vinaite
  - Candidatura per il miglior artista emergente a Brooklynn Prince
- 2017 - Chicago Film Critics Association[25][26]
  - Miglior attore non protagonista a Willem Dafoe
  - Candidatura per il miglior montaggio a Sean Baker
  - Candidatura per la miglior fotografia a Alexis Zabé
  - Candidatura per la miglior giovane promessa a Brooklynn Prince
  - Candidatura per la miglior giovane promessa a Bria Vinaite
- 2018 - Independent Spirit Awards[27]
  - Candidatura per il miglior film
  - Candidatura per il miglior regista a Sean Baker
- 2017 - Los Angeles Film Critics Association[28]
  - Miglior attore non protagonista a Willem Dafoe
  - Secondo miglior film
- 2017 - Hamburg Film Festival[14]
  - Premio della critica
  - Candidatura per il miglior film
- 2017 - Heartland Film
  - Miglior film
- 2017 - Santa Barbara International Film Festival[14]
  - Miglior attore a Willem Dafoe
- 2017 - American Film Institute[29]
  - Migliori dieci film dell'anno
- 2018 - Satellite Award[30]
  - Candidatura per il miglior attore non protagonista a Willem Dafoe
  - Candidatura per il miglior regista a Sean Baker
  - Candidatura per la migliore sceneggiatura originale a Sean Baker e Chris Bergoch
- 2018 - Critics' Choice Awards[31][32]
  - Miglior giovane interprete a Brooklynn Prince
  - Candidatura per il miglior film
  - Candidatura per il miglior attore non protagonista a Willem Dafoe
- 2018 - National Society of Film Critics[33]
  - Miglior attore non protagonista a Willem Dafoe
  - Candidatura per la miglior fotografia ad Alexis Zabé
- 2018 - AACTA Award[34]
  - Candidatura per il miglior attore non protagonista a Willem Dafoe
- 2018 - San Francisco Film Critics Circle[14]
  - Miglior film
- 2018 - Kodak Award[35]
  - Kodak Auteur Award a Sean Baker